# 1-я гренадерская дивизия (Российская империя)

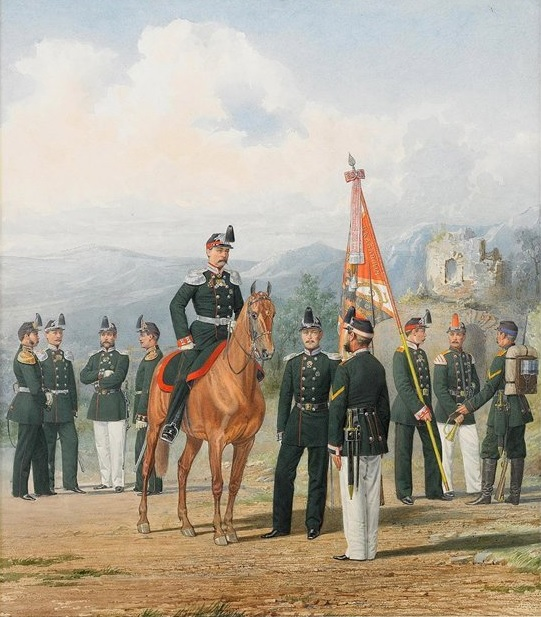
Балашов П. И.Офицеры и нижние чины 1-й Гренадёрской дивизии. 1864—1872 годов.

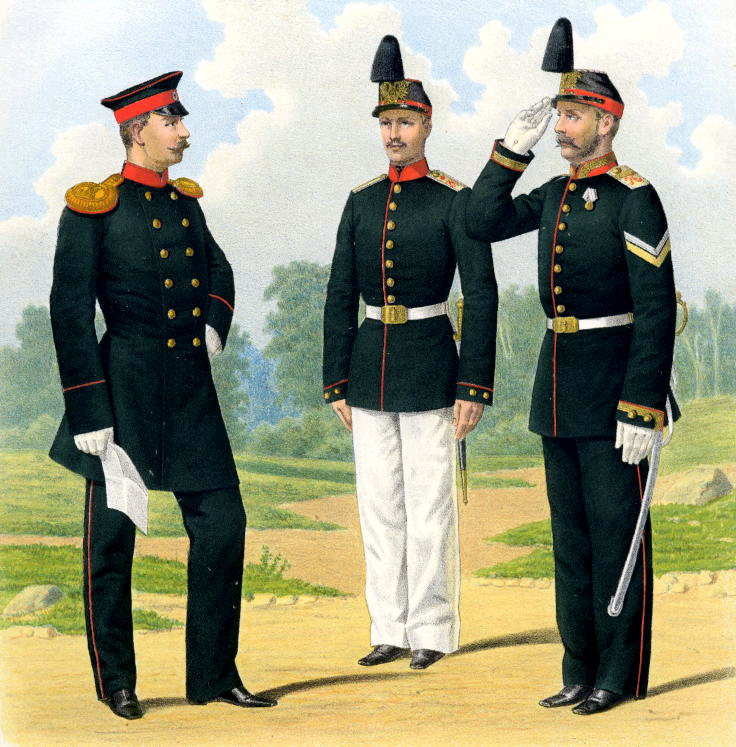
Губарев П. К. Полки Первой, Второй и Третьей Гренадерских дивизий. 1874 г.

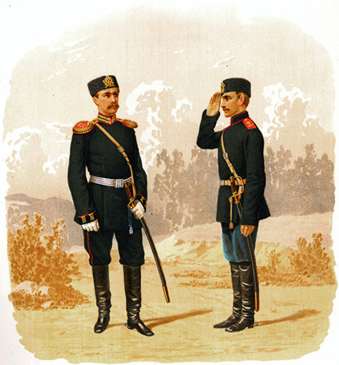
Обер-Офицер 1-й Гренадерской Артиллерийской Бригады и Рядовой 2-й Конно-Артиллерийской Батареи. 1881 г.

1-я гренадерская дивизия — пехотное соединение (гренадерская дивизия) Русской императорской армии.
Штаб-квартира дивизии: Москва. Входила в Гренадерский корпус.

## История
До XIX века в Русской армии гренадерские формирования (полки и батальоны) не составляли дивизии, а входили в состав пехотных соединений или были отдельными. 17 января 1811 года из гренадерских полков была сформирована 1-я дивизия (3 ноября того же года переименована в 1-ю гренадерскую), 27 марта 1811 года из гренадерских полков сформирована 2-я дивизия. В другом источнике указано что 1-я гренадерская дивизия сформирована 27 марта 1811 года. Личный состав соединения пополнялся отборными военнослужащими из полков пехотных дивизий Действующей армии, а сама дивизия служила источником для пополнения Лейб-гренадерского полка и формирований Русской лейб-гвардии. 
В кампанию 1812 года против французов и их сателлитов гренадеры действовали в составе 3-го пехотного корпуса 1-й Западной армии, а Сводные гренадерские батальоны дивизии направлены в состав 1-й сводно-гренадерской бригады 5-го пехотного корпуса 1-й Западной армии. Запасные батальоны были определены на сформирование 32-й пехотной дивизии, но поступили в 1-й отдельный пехотный корпус, под начальство генерала П. Х. Витгенштейна.
В бою у Валутиной Горы полки 1-й гренадерской дивизии несколько раз ходили в штыковые атаки. В битве при Бородино 24—26 августа дивизия находилась в 1-й линии 3 пехотного корпуса, действовавшего в районе Утицкого кургана. После отхода русских войск формирование пополнено личным составом. В дальнейшем дивизия участвовала в боях при Тарутино, Малоярославце и Красном.
В начале 1813 года Лейб-гренадерский и Павловский гренадерский полки, за отличия в делах, были переведены в лейб-гвардию, а вместо них в состав дивизии ввели Кексгольмский и Перновский полки, переведённые за отличия из пехотных в гренадерские. В кампаниях 1813 и 1814 годов 1-я гренадерская дивизия под начальством генерал-майора Н. С. Сулимы, затем генерал-лейтенанта П. Н. Чоглокова в составе 3‑го гренадерского корпуса находилась в резерве Богемской армии и участвовала в сражениях при Лютцене, Кенигсварте, Бауцене, Дрездене, Кульме, Лейпциге, Бриенн-ле-Шато, Монмирале, Арси-сюр-Обе и Париже.
3 апреля 1814 года, за отличия, в состав формирования были включены 1-й егерский и 3-й егерский полки с добавлением к их наименованиям прилагательного гренадерские, а Перновский и Кексгольмский гренадерские полки переведены в новосформированную 3-ю гренадерскую дивизию.
С 1816 по 1831 год наряду с другими гренадерскими соединениями 1-я гренадерская дивизия находилась на поселении в Новгородской губернии.
- 24 — 27 августа 1848 года был использован в военном деле железнодорожный транспорт для переброски личного состава, из Петербурга в Колпино по железной дороге Санкт-Петербург — Москва, были перевезены три полка 1-й гренадерской дивизии в количестве 7500 человек, следовавшие в Новгород по окончании лагерного сбора.
- В ходе Крымской войны в 1854—1855 гг. дивизия обороняла побережье Балтийского моря в Великом княжестве Финляндском, в районе Свеаборга и Гельсингфорса
- В ходе Русско-турецкой войны 1877—1878 гг. дивизия участвовала в боевых действиях на Кавказе, в частности, в Авлияр-Аладжинском сражении и в штурме Карса.
- В ноябре 1914 г. активно действовала в Ченстохово-Краковской операции[7][8].
- 3 июля — 25 июля 1916 года — участвовала в Барановичской операции[9].
- 12 марта 1918 — приказом № 41 по Гренадерскому корпусу все части корпуса расформированы.

Наименования дивизии:
- 17.01.1811 — 31.03.1811 — 1-я дивизия;
- 31.03.1811 — 03.11.1811 — 1-я пехотная дивизия;
- 03.11.1811 — 12.03.1918 — 1-я гренадерская дивизия.

## Состав

### в 1812 году
- 1‑я бригада:
  - Лейб-гренадерский полк;
  - Гренадерский Графа Аракчеева полк.
- 2‑я бригада:
  - Павловский гренадерский полк;
  - Екатеринославский гренадерский полк.
- 3‑я бригада:
  - Санкт-Петербургский гренадерский полк;
  - Таврический гренадерский полк.
- 1‑я полевая артиллерийская бригада:
  - номера 1‑го батарейная и номеров 1‑го и 2‑го лёгкие артиллерийские роты.

### в 1914 году
- 1-я гренадерская бригада
  - 1-й лейб-гренадерский Екатеринославский полк
  - 2-й гренадерский Ростовский полк
- 2-я гренадерская бригада
  - 3-й гренадерский Перновский полк
  - 4-й гренадерский Несвижский полк
- 1-я гренадерская артиллерийская бригада

## Командование
(Командующий в дореволюционной терминологии означал временно исполняющего обязанности начальника или командира. Должности начальника дивизии соответствовал чин генерал-лейтенанта, и при назначении на эту должность генерал-майоров они оставались командующими до момента своего производства в генерал-лейтенанты).

### Начальники дивизии
- 17.01.1811[11] — 29.08.1814[12] — генерал-майор (с 15.09.1811 генерал-адъютант, с 31.10.1812 генерал-лейтенант) граф Строганов, Павел Александрович
  - 30.10.1812 — хх.12.1812 — командующий генерал-майор Цвиленев, Александр Иванович
  - 30.04.1814 — 29.08.1814 — командующий генерал-майор (с 08.10.1813 генерал-лейтенант) Чоглоков, Павел Николаевич
- 29.08.1814 — 06.10.1817 — генерал-лейтенант Чоглоков, Павел Николаевич
- 06.10.1817 — 19.01.1824 — генерал-лейтенант Демидов, Николай Иванович
- 23.01.1824 — 22.09.1834 — генерал-майор (с 22.08.1826 генерал-лейтенант) Угрюмов, Павел Александрович
- 22.09.1834 — 06.12.1836 — генерал-лейтенант Берхман, Александр Петрович
- 06.12.1836[13] — 10.10.1843 — генерал-лейтенант Штегеман, Христофор Осипович
- 10.10.1843 — 23.03.1847 — генерал-лейтенант Гартунг, Николай Иванович
- 23.03.1847 — 04.02.1854 — генерал-лейтенант де Витте, Павел Яковлевич
- 04.02.1854 — 30.08.1855 — генерал-лейтенант Гильденштуббе, Александр Иванович
- 30.08.1855 — 17.09.1855 — командующий генерал-майор Фохт, Карл Иванович
- 17.09.1855 — 09.09.1862 — генерал-лейтенант фон Рейтерн, Максим Максимович
- 09.09.1862 — 18.08.1864 — генерал-адъютант генерал-майор (с 17.04.1863 генерал-лейтенант) Кушелев, Сергей Егорович
- 18.08.1864 — 30.08.1875 — генерал-лейтенант Моллер, Эдуард Антонович
- 30.08.1875 — 16.04.1878 — генерал-лейтенант Рооп, Христофор Христофорович
- 16.04.1878 — 17.04.1879 — генерал-лейтенант Свечин, Александр Алексеевич
- 17.04.1879 — 24.02.1881 — генерал-лейтенант Цвецинский, Адам Игнатьевич
- на 01.03.1881 — генерал-лейтенант Тимофеев, Алексей Алексеевич
- до 01.05.1881 — 28.01.1883[14] — генерал-майор Свиты Е. И. В. ( с 30.08.1881 генерал-лейтенант) Эттер, Севастьян Павлович
- 19.02.1883 — 04.02.1886 — генерал-майор Свиты (с 30.08.1885 генерал-лейтенант) Эллис, Николай Вениаминович
- 03.05.1886 — 02.05.1891 — генерал-лейтенант Эйзен фон Шварценберг, Николай Карлович
- 02.05.1891 — 01.01.1898 — генерал-лейтенант Водар, Александр Карлович
- 10.01.1898 — 07.06.1898 — генерал-лейтенант Попов, Александр Николаевич
- 04.07.1898 — 16.01.1902 — генерал-лейтенант Ласковский, Фёдор Павлович
- 23.01.1902 — 06.02.1903 — генерал-лейтенант Кршивицкий, Константин Фаддеевич
- 26.03.1903 — 13.05.1906 — генерал-лейтенант Павловский, Николай Акимович
- 19.05.1906 — 09.11.1912 — генерал-лейтенант Осипов, Николай Васильевич
- 17.11.1912 — 29.07.1915 — генерал-лейтенант Постовский, Александр Иванович
- 29.07.1915 — 11.09.1916 — генерал-лейтенант Янушевский, Григорий Ефимович
- 11.09.1916 — 01.10.1917 — командующий генерал-майор Стаев, Павел Степанович
- 01.10.1917 — хх.хх.хххх — командующий генерал-майор Чермоев, Владимир Александрович

### Начальники штаба дивизии
Должность начальника штаба дивизии введена 1 января 1857 года
- 01.01.1857 — 16.10.1860 — подполковник (с 30.08.1860 полковник) Лео, Николай Христофорович
- 03.11.1860 — 21.05.1862 — полковник Саблер, Карл Фёдорович
- 23.05.1862 — 21.03.1863 — подполковник Давыдов, Вадим Денисович
- 21.03.1863 — 06.11.1865 — полковник Фок, Николай Александрович
- 10.11.1865 — 25.01.1870 — подполковник (с 16.04.1867 полковник) Бискупский, Константин Ксаверьевич
- 01.02.1870 — 12.04.1872 — полковник Казанский, Павел Петрович
- 16.04.1872 — хх.хх.1878 — подполковник (с 30.08.1872 полковник) Лабунский, Антон Юлианович
- 15.09.1878 — 24.04.1882 — и. д. подполковник (с 19.02.1879 флигель-адъютант, с 04.04.1879 полковник) граф Келлер, Фёдор Эдуардович
- 28.05.1882 — 30.04.1890 — полковник Грибский, Константин Николаевич
- 02.05.1890 — 25.11.1891 — полковник Черёмушкин, Михаил Тимофеевич
- 25.11.1891 — 12.04.1895 — полковник Сандецкий, Александр Генрихович
- 22.04.1895 — 28.11.1899 — полковник Неелов, Фёдор Васильевич
- 04.12.1899 — 18.12.1901 — полковник Добрышин, Филипп Николаевич
- 29.01.1902 — 01.06.1904 — полковник Симанский, Пантелеймон Николаевич
- 14.06.1904 — 15.10.1908 — полковник Никитин, Павел Андреевич
- 29.10.1908 — 20.03.1913 — полковник Эйгель, Николай Матвеевич
- 20.03.1913 — 16.11.1914 — полковник Дядюша, Сергей Иванович
- 16.11.1914 — 10.11.1915 — и.д. полковник Беляев, Александр Иванович
- 19.11.1915 — 08.02.1917 — генерал-майор Егорьев, Владимир Николаевич
- 16.02.1917 — после 19.09.1917 — полковник Ульянин, Владимир Петрович

### Командиры 1-й бригады
В период с начала 1857 по 30 августа 1873 должности бригадных командиров были упразднены.
После начала Первой мировой войны в дивизии была оставлена должность только одного бригадного командира, именовавшегося командиром бригады 1-й гренадерской дивизии.
- 17.01.1811 — 03.11.1811[15] — генерал-майор (с 15.09.1811 генерал-адъютант) граф Строганов, Павел Александрович
  - 17.01.1811 — 05.02.1812 — командующий подполковник (с 07.11.1811 полковник) Княжнин, Борис Яковлевич
- 05.02.1812 — 15.05.1813 — полковник (с 21.11.1812 генерал-майор) Желтухин, Пётр Фёдорович
- 15.05.1813 — 25.12.1815 — полковник (с 15.09.1813 генерал-майор) Княжнин, Борис Яковлевич
- 25.12.1815 — 06.10.1817 — генерал-майор Верёвкин, Николай Никитич
- 06.10.1817 — 13.09.1824[16] — генерал-майор фон Паткуль, Владимир Григорьевич
  - 16.02.1822 — 23.01.1824 — командующий генерал-майор Стессель, Иван Матвеевич
  - 23.01.1824 — 12.12.1824 — командующий генерал-майор Криденер, Карл Антонович
- 12.12.1824 — 06.12.1826 — генерал-майор Криденер, Карл Антонович
- 06.12.1826 — 13.07.1829 — генерал-майор Леонтьев, Николай Ильич
- 13.07.1829 — 22.08.1831 — генерал-майор фон Фрикен, Фёдор Карлович
- 22.08.1831 — 13.02.1833 — генерал-майор Томашевский, Алексей Михайлович
- 14.02.1833 — 04.10.1836 — генерал-майор Щербацкий, Фёдор Григорьевич
- 04.10.1836 — 06.12.1836 — генерал-майор Нилов, Александр Сергеевич
- 06.12.1836 — 28.05.1845 — генерал-майор Ланевский-Волк, Михаил Владимирович
- 11.06.1845 — 11.04.1848 — генерал-майор Гильденштуббе, Александр Иванович
- 11.04.1848 — 01.05.1848 — генерал-майор Мусницкий, Осип Осипович
- 01.05.1848 — 06.12.1849 — генерал-майор барон Корф, Павел Иванович
- 06.12.1849 — 06.02.1855 — генерал-майор Базин, Иван Алексеевич
- 06.02.1855 — 10.10.1856 — генерал-майор фон Менгден, Евгений Евстафьевич
- 10.10.1856 — 22.01.1857 — генерал-майор Хитрово, Николай Михайлович
- 30.08.1873 — 31.07.1877 — генерал-майор Коптев, Нил Петрович
- 31.07.1877 — 14.07.1885 — генерал-майор Ден, Эдуард Александрович
- 20.07.1885 — 22.04.1893 — генерал-майор Креницын, Николай Владимирович
- 07.05.1893 — 29.01.1901 — генерал-майор Коссович, Александр Игнатьевич
- 14.02.1901 — 19.06.1904 — генерал-майор Коршунов, Николай Васильевич
- 05.07.1904 — 02.07.1908 — генерал-майор Говоров, Николай Иванович
- 12.07.1908 — 21.12.1908 — генерал-майор Кульнев, Илья Яковлевич
- 15.01.1909 — 14.01.1913 — генерал-майор Ребиндер, Алексей Максимович
- 14.01.1913 — 29.07.1914 — генерал-майор Хольмсен, Иван Алексеевич

### Командиры 2-й бригады
- 17.01.1811 — 06.11.1811 — генерал-майор Неверовский, Дмитрий Петрович
- 06.11.1811 — 05.02.1812 — генерал-майор Мордвинов, Владимир Михайлович
- 05.02.1812 — 03.04.1813 — генерал-майор Цвиленев, Александр Иванович
- 03.04.1813 — 29.08.1814[17] — генерал-майор (с 08.10.1813 генерал-лейтенант) Чоглоков, Павел Николаевич
  - 30.04.1814 — 29.08.1814 — командующий генерал-майор Емельянов, Николай Филиппович
- 08.12.1814 — 25.12.1815 — генерал-майор Емельянов, Николай Филиппович
- 25.12.1815 — 16.11.1817 — генерал-майор Княжнин, Борис Яковлевич
- 16.11.1817 — 02.08.1822 — генерал-майор Панкратьев, Никита Петрович
- 23.01.1824 — 23.01.1829 — генерал-майор Петров, Иван Матвеевич
- 23.01.1828 — 13.07.1829 — генерал-майор фон Фрикен, Фёдор Карлович
- 13.07.1829 — 22.08.1831 — генерал-майор Томашевский, Алексей Михайлович
- 22.08.1831 — 20.09.1831 — командующий генерал-лейтенант Муравьев, Николай Николаевич
- 20.09.1831 — 06.10.1831 — командующий генерал-майор Старченков, Пётр Иванович
- 06.12.1831 — 25.05.1832 — генерал-майор Брайко, Михаил Григорьевич
- 14.02.1833 — 04.10.1836 — генерал-майор Каменев-Любавский, Иван Алексеевич
- 04.10.1836 — 10.01.1844 — генерал-майор Щербацкий, Фёдор Григорьевич
- 10.01.1844 — 17.04.1844 — генерал-майор Смиттен, Александр Евстафьевич
- 17.04.1844 — 27.02.1849 — генерал-майор Скобельцын, Николай Николаевич
- 13.03.1849 — 02.02.1850 — генерал-майор Бахтин, Александр Иванович
- 02.02.1850 — 10.10.1856 — генерал-майор Лелякин, Григорий Григорьевич
- 10.10.1856 — 22.01.1857 — генерал-майор Алопеус, Яков Самойлович
- 30.08.1873 — 30.08.1874 — генерал-майор Зволинский, Павел Александрович
- 12.09.1874 — 04.08.1877 — генерал-майор Андриянов (Андреянов), Александр Иванович
- 04.08.1877 — 02.09.1877 — генерал-майор князь Щербатов, Александр Петрович
- 17.09.1877 — 06.11.1877[18] — генерал-майор граф Граббе, Михаил Павлович
- 14.01.1878 — 28.04.1881 — генерал-майор Свиты Е. И. В. Батьянов, Михаил Иванович
- 08.04.1881 — 30.08.1890 — генерал-майор Татищев, Николай Дмитриевич
- 18.09.1890 — 09.10.1894 — генерал-майор Крюков, Григорий Васильевич
- 14.10.1894 — 27.02.1901 — генерал-майор барон фон Розен, Степан Фёдорович
- 25.04.1901 — 14.03.1905 — генерал-майор Гуков, Яков Николаевич
- 22.03.1905 — 30.04.1905 — генерал-майор Горбатовский, Владимир Николаевич
- 07.06.1905 — 13.05.1910 — генерал-майор Фриш, Матвей Николаевич
- 13.05.1910 — 03.04.1915 — генерал-майор Дзичканец, Борис Алексеевич
- 03.04.1915 — 19.09.1916 — генерал-майор Ольшевский, Каэтан-Болеслав Владиславович
- 09.09.1916 — хх.хх.хххх — полковник (с 06.12.1916 генерал-майор) Марченко, Николай Павлович

### Командиры 3-й бригады
В 1833 3-я бригада была расформирована.
- 17.01.1811 — 23.06.1811 — генерал-майор Мицкий, Иван Григорьевич
- 23.06.1811 — 04.12.1811 — генерал-майор герцог Вюртембергский, Евгений
- 04.12.1811 — 05.02.1812 — генерал-майор Запольский, Андрей Васильевич
- 05.02.1812 — 27.02.1812 — генерал-майор Мордвинов, Владимир Михайлович
- 27.02.1812 — 29.12.1812[19] — генерал-майор Фок, Борис Борисович
  - 31.08.1812 — 29.12.1812 — командующий генерал-майор Сулима, Николай Семёнович
- 29.12.1812 — 03.04.1814 — генерал-майор Сулима, Николай Семёнович
- 03.04.1814 — 06.01.1816 — генерал-майор Карпенко, Моисей Иванович
- 06.01.1816 — 16.02.1822 — генерал-майор Набоков, Иван Александрович
- 30.08.1822 — 13.02.1823 — генерал-майор Отрощенко, Яков Осипович
- 13.02.1823 — 23.03.1824 — генерал-майор Палицын, Михаил Яковлевич
- 23.03.1824 — 13.07.1829 — генерал-майор Самбурский, Аким Петрович
- 13.07.1829 — 19.08.1831[20] — генерал-майор Леонтьев, Николай Ильич
- 19.08.1831 — 26.08.1831[21] — генерал-майор фон дер Бриген, Эрнст Фромгольт
- 22.08.1831 — 30.08.1831[22] — генерал-майор Старченков, Пётр Иванович
- 30.08.1831 — 14.02.1833 — генерал-майор Сумароков, Аполлон Васильевич

### Помощники начальника дивизии
В период с 28 марта 1857 года по 30 августа 1873 года помощники начальника дивизии фактически являлись бригадными командирами.
- 22.01.1857 — 26.01.1860 — генерал-майор Алопеус, Яков Самойлович
- 08.02.1860 — 08.08.1863 — генерал-майор Моллер, Эдуард Антонович
- 30.08.1863 — 30.08.1873 — генерал-майор Зволинский, Павел Александрович

### Командиры 1-й гренадерской артиллерийской бригады
До 18.04.1819 именовалась 1-й артиллерийской бригадой.
До 1875 г. должности командира артиллерийской бригады соответствовал чин полковника, а с 17 августа 1875 г. - чин генерал-майора.
- 14.02.1811 — 26.04.1812 — полковник Глухов, Василий Алексеевич
- 26.04.1812 — 04.06.1815 — подполковник (с 20.11.1812 полковник) Таубе, Карл Карлович
- 02.05.1816 — 14.05.1817[24] — полковник Бегунов, Фёдор Васильевич
- 27.05.1817 — 19.03.1820 — полковник Ладыгин, Николай Иванович
- 19.03.1820 — хх.хх.1827 — полковник Есаулов, Василий Ильич
- хх.хх.1827 — 14.12.1834 — полковник Моисеев, Александр Леонтьевич
- 14.12.1834 — 01.01.1843 — полковник Миллер, Иван Петрович
- 25.01.1843 — 18.08.1854 — полковник (с 07.04.1846 генерал-майор) Драке, Людвиг Иванович
- 18.08.1854 — 30.09.1861 — полковник (с 08.09.1855 генерал-майор) Дитерихс, Константин Егорович
- 30.09.1861 — хх.хх.1872 — полковник (с 16.04.1867 генерал-майор) Лавров, Василий Васильевич
- ранее 15.03.1872 — 15.07.1874[25] — полковник Гермес, Богдан Николаевич
- 03.09.1874 — 09.03.1880 — генерал-майор Смирнов, Николай Николаевич
- 09.03.1880 — 19.03.1888 — генерал-майор Свиты Щёголев, Александр Петрович
- 19.03.1888 — 04.02.1893 — генерал-майор Волковицкий, Виктор Михайлович
- 23.02.1893 — 30.01.1895 — генерал-майор Фан-дер-Флит, Константин Петрович
- 10.03.1895 — 31.01.1900 — генерал-майор Суражевский, Алексей Павлович
- 01.03.1900 — 31.10.1903 — полковник (с 09.04.1900 генерал-майор) Атабеков, Андрей Адамович
- 13.11.1903 — 29.03.1907 — генерал-майор Андреев, Николай Петрович
- 23.04.1907 — 03.07.1908 — генерал-майор Булатов, Николай Ильич
- 16.08.1908 — 16.12.1908 — генерал-майор Блажовский, Игнатий Андреевич
- 16.01.1909 — 28.07.1913 — генерал-майор Кубаровский, Иван Васильевич
- 07.08.1913 — 01.10.1914 — генерал-майор Мамонтов, Владимир Петрович
- 11.10.1914 — 09.04.1917 — полковник (с 18.04.1915 генерал-майор) Белькович, Николай Николаевич
- 09.04.1917 — хх.хх.хххх — генерал-майор Черепанов, Сергей Петрович